# 胡齐斯坦独立足球俱乐部
胡齐斯坦独立足球俱乐部（波斯語：باشگاه فوتبال استقلال صنعتی خوزستان，简称：胡齐斯坦独立）是位于伊朗胡齐斯坦省阿瓦士市的一个足球俱乐部。现参加伊朗职业足球联赛。胡齐斯坦独立于2015–16赛季首次夺得伊朗职业足球联赛冠军。

## 队徽

旧队徽
新队徽